# Andrés Salazar Osorio
Andrés Salazar Osorio (Guarne, Antioquia, Colombia; 15 de enero de 2003) es un futbolista colombiano que juega de lateral izquierdo en el Atlético Nacional de la Categoría Primera A de Colombia..

## Trayectoria
Nacido en Guarne, Salazar se formó en las inferiores del Manantiales y se graduó en el Atlético Nacional. Sus primeros clubes como senior fueron unos préstamos al Valledupar FC y el Fortaleza CEIF de la Categoría Primera B.
Debutó en el Atlético Nacional el 27 de febrero de 2023 en la victoria por 3-1 sobre Atlético Huila por la Categoría Primera A.
El 5 de agosto de 2024 se fue de préstamo al Heart of Midlothian de la primera división escocesa hasta finalizar el año.

## Selección nacional
Es internacional juvenil por Colombia.
Debutó por la selección de Colombia el 16 de junio de 2023 ante Iraq.

## Estadísticas
Actualizado al último partido disputado el 9 de febrero de 2025.
| Club                         | Div.          | Temporada     | Liga  | Liga  | Copas | Copas | Internacional | Internacional | Total | Total |
| Club                         | Div.          | Temporada     | Part. | Goles | Part. | Goles | Part.         | Goles         | Part. | Goles |
| ---------------------------- | ------------- | ------------- | ----- | ----- | ----- | ----- | ------------- | ------------- | ----- | ----- |
| Valledupar · Colombia        | 2.ª           | 2021          | 9     | 1     | 2     | 0     | —             | —             | 11    | 1     |
| Valledupar · Colombia        | Total club    | Total club    | 9     | 1     | 2     | 0     | 0             | 0             | 11    | 1     |
| Fortaleza CEIF · Colombia    | 2.ª           | 2022          | 26    | 1     | 4     | 0     | —             | —             | 30    | 1     |
| Fortaleza CEIF · Colombia    | Total club    | Total club    | 26    | 1     | 4     | 0     | 0             | 0             | 30    | 1     |
| Heart of Midlothian Escocia  | 1.ª           | 2024          | 1     | 0     | 0     | 0     | 0             | 0             | 1     | 0     |
| Heart of Midlothian Escocia  | Total club    | Total club    | 1     | 0     | 0     | 0     | 0             | 0             | 1     | 0     |
| Atlético Nacional · Colombia | 1.ª           | 2023          | 7     | 0     | 0     | 0     | 4             | 0             | 11    | 0     |
| Atlético Nacional · Colombia | 1.ª           | 2024          | 5     | 0     | 0     | 0     | 0             | 0             | 5     | 0     |
| Atlético Nacional · Colombia | 1.ª           | 2025          | 3     | 1     | 2     | 0     | 0             | 0             | 5     | 1     |
| Atlético Nacional · Colombia | Total club    | Total club    | 15    | 1     | 2     | 0     | 4             | 0             | 21    | 1     |
| Total carrera                | Total carrera | Total carrera | 51    | 3     | 8     | 0     | 4             | 0             | 59    | 3     |

## Palmarés

### Títulos nacionales
| Título                | Club              | País     | Año  |
| --------------------- | ----------------- | -------- | ---- |
| Superliga de Colombia | Atlético Nacional | Colombia | 2025 |